# Osredek, Velike Lašče
Osredek este o localitate din comuna Velike Lašče, Slovenia, cu o populație de 32 de locuitori.